# Fêtes et jours fériés au Liechtenstein

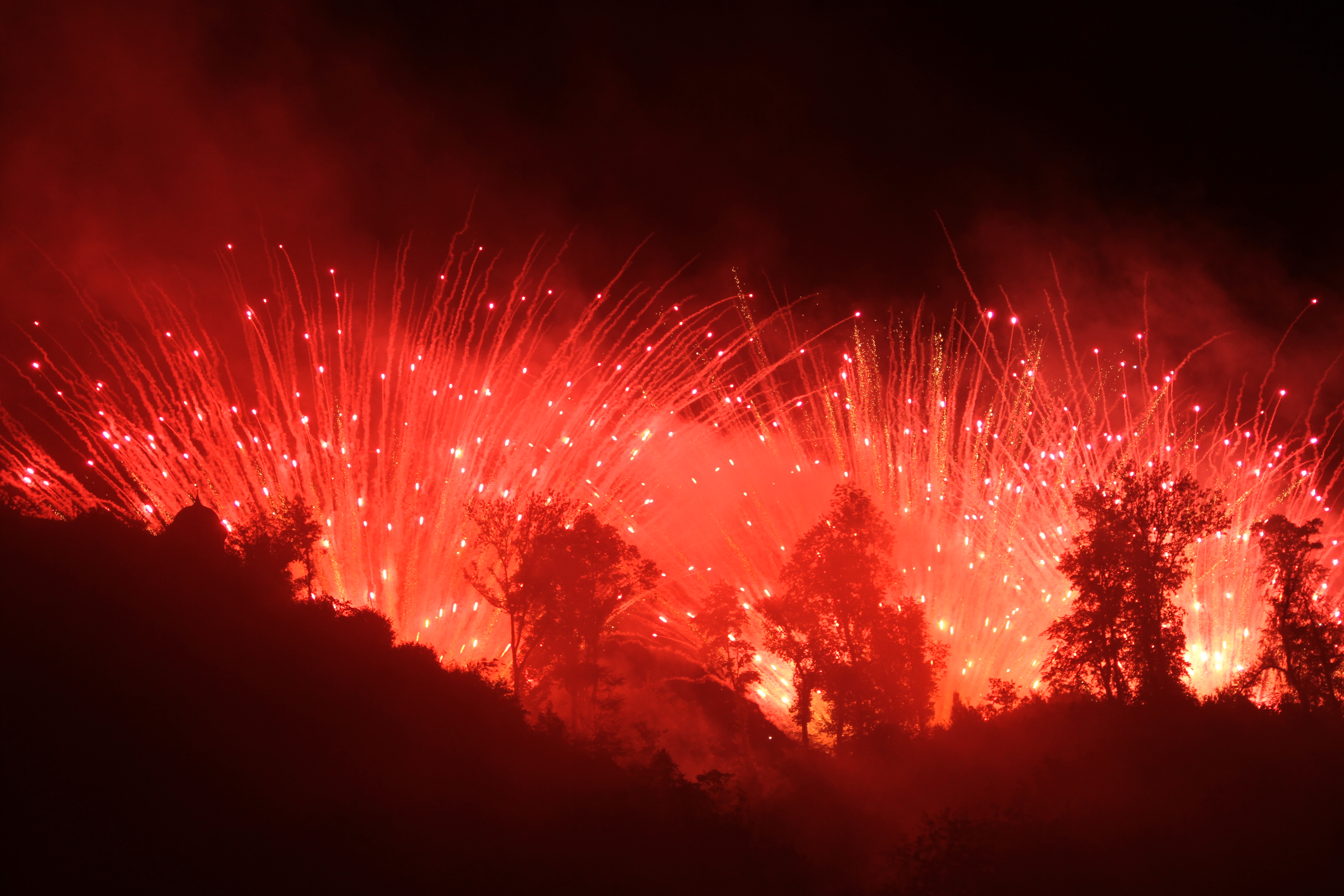
Feux d'artifice de la fête nationale en 2011.

Les fêtes et jours fériés au Liechtenstein sont établis dans la loi sur le travail dans l'industrie et le commerce (loi sur le travail), article 18, paragraphe 2, et sont traités de la même manière que les dimanches. 
Dans le pays à prédominance catholique, tous les jours fériés correspondent à des fêtes religieuses - à l'exception du 1er mai, qui a été déclaré jour férié en 1970 comme la fête du travail. Le 15 août, la fête nationale de la Principauté du Liechtenstein et la fête de l'Assomption de Marie sont célébrées en même temps. 
L'ancien prince François-Joseph II (1906-1989) fêtait son anniversaire le 16 août. Les deux dates ont été fusionnées pour la première fois en 1940 et sont célébrées comme une fête nationale depuis. La date a été conservée même après la mort du prince et officiellement désigné comme une fête nationale, bien que dans le langage populaire on parle encore de la « fête du Prince ». La cérémonie d'État a lieu dans la prairie à côté du château de Vaduz depuis 1990.

## Jours fériés
Les 13 jours fériés au Liechtenstein sont observés dans tout le pays. Comme dans la plupart des pays européens, les dimanches de Pâques et de la Pentecôte ne sont pas considérés comme des jours fériés. En plus des jours fériés, deux autres dates peuvent être considérées comme des jours chômés payés sur la base des conventions collectives dans des branches professionnelles (Présentation de Jésus au Temple et fête de la Saint Joseph).
| Date         | Nom français                    | Nom allemand      | Notes         |
| ------------ | ------------------------------- | ----------------- | ------------- |
| 1er janvier  | Jour de l'an                    | Neujahr           |               |
| 2 janvier    | Jour de la Saint-Berthold       | Berchtoldstag     | Bankfeiertage |
| 6 janvier    | Épiphanie                       | Drei Könige       |               |
| 2 février    | Présentation de Jésus au Temple | Mariä Lichtmess   |               |
| date mobile  | Mardi Gras                      | Fasnachtsdienstag | Bankfeiertage |
| 19 mars      | Fête de la Saint Joseph         | Josefstag         |               |
| date mobile  | Vendredi saint                  | Karfreitag        | Bankfeiertage |
| date mobile  | Lundi de Pâques                 | Ostermontag       |               |
| 1er mai      | Fête du Travail                 | Tag der Arbeit    |               |
| date mobile  | Ascension                       | Auffahrt          |               |
| date mobile  | Lundi de Pentecôte              | Pfingstmontag     |               |
| date mobile  | Fête-Dieu                       | Fronleichnam      |               |
| 15 août      | Fête nationale                  | Staatsfeiertag    |               |
| 8 septembre  | Nativité de Marie               | Maria Geburt      |               |
| 1er novembre | Toussaint                       | Allerheiligen     |               |
| 8 décembre   | Fête de l'Immaculée Conception  | Maria Empfängnis  |               |
| 24 décembre  | Réveillon de Noël               | Heiliger Abend    | Bankfeiertage |
| 25 décembre  | Noël                            | Weihnachten       |               |
| 26 décembre  | Fête de la Saint-Étienne        | Stefanstag        |               |
| 31 décembre  | Réveillon de la Saint-Sylvestre | Silvester         | Bankfeiertage |